# Les Réformistes
Les Réformistes (sous-titré Une génération canadienne-française au milieu du XIXe siècle) est une monographie de l'historien Éric Bédard paru en 2009 chez Boréal.

## Propos
Dans le livre, l'auteur, Éric Bédard, s'attache à présenter un groupe de Canadiens français éminents du milieu du XIXe siècle, qu'il appelle les « Réformistes ». Il s'agit essentiellement de Louis-Hippolyte La Fontaine, Étienne Parent, Augustin-Norbert Morin, Joseph-Édouard Cauchon, Pierre-Joseph-Olivier Chauveau et Antoine Gérin-Lajoie. Hector Langevin et George-Étienne Cartier sont aussi cités comme faisant partie de cette mouvance, mais l'auteur en parle peu et prend le parti de ne pas traiter de l'élaboration de la Confédération (1860-1867).
La période étudiée se situe donc entre 1840 et 1860. Cette période est marquée par une grande insécurité des Canadiens français en raison de l'adoption de l'Acte d'Union (1840) qui, à la suite des rébellions de 1837 et 1838, signale une nouvelle politique musclée d'assimilation de la part des autorités britanniques. Prenant acte de l'échec de l'approche radicale du Parti patriote, les réformistes évitent la confrontation directe avec le pouvoir dominant. Inquiets pour l'avenir de la nation canadienne française, ils cherchent des moyens réalistes de la préserver dans ce contexte difficile.
L'auteur cherche entre autres à démontrer que ce groupe d'acteurs canadiens français de premier plan dans la vie politique, littéraire et journalistique du Canada-Uni se distingue, d'une part, des ultramontains, qui préconisent la suprématie de l'Église et rejettent la modernité, et, de l'autre part, des « rouges », ou « libéraux », qui sont farouchement anti-cléricaux et revendicateurs et militent notamment pour l'annexion aux États-Unis. Les Réformistes seraient plutôt un groupe d'orientation pragmatique, jamais radicale, qui s'efforce de penser la situation actuelle des Canadiens français et de trouver les meilleurs moyens de les aider à survivre et à s'épanouir sur les plans politique mais aussi social, religieux et économique.
Se dissociant des méthodes qui consistent à analyser les actions des personnages de l'histoire essentiellement à partir des grands mouvements sociaux, des procès d'intention et des étiquettes, l'auteur suit plutôt une méthode qui consiste à reconnaître à chacun des acteurs de l'histoire une volonté propre et individuelle, à la découvrir et à l'exposer.

## Extraits
- « Après avoir remplacé Étienne Parent comme rédacteur en chef du Canadien, Cauchon a lancé, le 1er décembre 1842, Le Journal de Québec. Si ce nouvel organe de presse prônait une “politique large et généreuse” capable de rallier les “hommes de tous les partis”, s'il promettait de n'adopter “aucun système politique”, dans les faits le journal a soutenu les principes réformistes. » (« Présentation », p. 18)
- « Même s'il [Louis-Hippolyte La Fontaine] a désapprouvé la stratégie de l'affrontement, il comprend la colère de ses compatriotes. Tout n'est cependant pas perdu à ses yeux. Il croit même qu'il serait “facile de rétablir l'harmonie dans les masses des deux partis politiques, car leurs intérêts sont les mêmes”. » (Chap. 1, « Prudence et modération », p. 62)
- « Pour Morin et les rédacteurs de la Revue canadienne, les “éteignoirs” qui s'opposent à la taxe obligatoire en éducation ne font que creuser l'écart qui existe entre les riches et les pauvres. Ces éteignoirs privent ainsi la société tout entière de ses “moyens de grandeur, de prospérité, et d'avenir. Malheur à eux!” Dans la même veine, la Revue canadienne, en février 1848, croit que c'est le manque d'éducation qui mène à la pauvreté, voire au vice et au crime. » (Chap. 4, « Assainir le corps social », p. 184)